# Жордания, Джамбул Владимирович
Джамбул Владимирович Жордания (29 декабря 1971, Очамчира, Абхазская АССР) — абхазский актёр, театральный режиссёр, заслуженный артист Республики Абхазия (2017).

## Биография
В 1995 году окончил Сухумское музыкальное училище по классу бас-гитары и с однокурсниками организовали комик-группу «Шашлык».
В 1996 году в Русском театре драмы в Сухуме сыграл свою первую роль Короля в двухактном спектакле «Здравствуй, принцесса!» по сказкам Х. К. Андерсена. В 2000 году окончил Высшую театральную студию при театре (педагог Мераб Читанава) и принят в труппу театра. Позднее окончил курсы режиссёра-постановщика в Московском государственном университете культуры и искусства.
С 2006 года является главным режиссёром-постановщиком в Русском театре драмы в Сухуме. Какое-то время преподавал уроки гитары в Сухумском Доме Юношества (СДЮ).
28 февраля 2017 года указом президента Абхазии присвоено звание заслуженного артиста республики.

## Постановки
- «Пой, ласточка, пой» (по пьесе Григория Горина), (2002)
- «У бездны мрачной на краю» (по мотивам пушкинских «Маленьких трагедий»), (ноябрь 2004)
- «Вожак», (2006)
- «Нет суда на дураков» (по Л.Филатову), (2008)[3]
- «Сказка о том, как волк Абга стал рыбаком», (февраль 2019)
- «Последний из ушедших» (по роману Б.В.Шинкуба), (февраль 2021)
- «Рассказ мула старого Хабуга», (2022)
- «Возвращение из волшебной страны Оз», (октябрь 2022)